# 漢字化德文
《漢字化德文》（德語：Deutsch in Sinnschrift）是德国漢學家藍霄漢於2013年出版的一部同源詞詞典，融合了其對中西方文化的理解。
藍霄漢的研究開始於2006年，該書於2013年11月15日首次出版，最新版於2014年9月8日出版。
研究的目的是把德語徹底漢字化，同時漢字化其他歐洲語言，例如英語、荷蘭語、瑞典語等，并列出每個在德語受用的漢字在英語等歐洲語言的讀音。由於編輯有限（以德語使用者為主），故只列出德語的漢字化詞彙。
該書綜合漢語詞源學、日爾曼語詞源學的許多研究結果，並通過兩者的比較建立一門新的學科，叫做「漢歐同源詞比較」。其目標並非僅苦悶研究，而是要漢字化日爾曼語，再進一步漢字化羅馬語言，最後漢字化全世界的語言。